# Françoise Dior
Françoise Dior (Parigi, 7 aprile 1932 – Neuilly-sur-Seine, 20 gennaio 1993) è stata una politica francese.

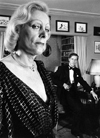
Françoise Dior

Nipote dello stilista Christian Dior, viene ricordata soprattutto per il suo aperto sostegno alla causa neonazista.

## Biografia
Marie Françoise Suzanne Dior, nasce a Parigi dall'unione tra Madeleine Leblanc e lo scrittore di simpatie comuniste Raymond Dior, fratello dello stilista Christian Dior e della combattente nella Resistenza Catherine Dior, sebbene lo storico Graham Macklin abbia ipotizzato che il suo padre biologico sarebbe stato in realtà Valentin de Balla, un aristocratico ungherese.
Il 27 aprile del 1955 sposa Robert-Henri Aynard François Nompar, conte di Caumont La Force, discendente da parte della famiglia Grimaldi del principe Onorato III di Monaco, da cui nel 1957 avrà una figlia, Christiane.

## Coinvolgimento con l'Unione Mondiale dei Nazionalsocialisti
Dior rimase presto disillusa dal tradizionalismo dell'aristocrazia e divenne infelice per il suo matrimonio. A seguito del divorzio dal marito, avvenuto nel 1960, si recò a Londra avvicinandosi gradualmente all'estrema destra inglese dove conobbe l'attivista neonazista Colin Jordan. Divenuta frequentatrice abituale della sede londinese del National Socialist Movement (NSM), un'organizzazione neonazista fondata da Jordan, ebbe occasione di conoscere l'attivista Savitri Devi di cui sarebbe divenuta intima amica.
Nel 1962 approfittò della sua consistente eredità e della sua rete di conoscenze per promuovere la creazione della succursale francese dell'Unione mondiale dei Nazionalsocialisti (World Union of National Socialists, WUNS) organizzazione neonazista internazionale guidata da Colin Jordan e da George Lincoln Rockwell fondata nell'occasione di un campeggio organizzato a Cotswold nell'agosto del 1962 alla presenza di rappresentanti neofascisti e neonazisti da tutto il mondo. Durante l'occasione Jordan venne proclamato come "Führer del mondo" e Rockwell, già fondatore del Partito Nazista Americano, come suo vice.
Contestualmente ha inizio una relazione sentimentale con John Tyndall, futuro leader del National Front e fondatore del British National Party, che di lì a poco verrà incarcerato per attività paramilitari. Nel 1963 ha luogo il matrimonio con Colin Jordan,, il matrimonio (probabilmente celebrato per evitare l'espulsione della donna) sarà causa di contrasto fra Jordan e Tyndall tornato nel frattempo in libertà. Solo tre mesi dopo il matrimonio Dior e Jordan decidono di separarsi con grande clamore mediatico affermando di essere rimasta delusa dalle capacità di leader di suo marito definendolo pubblicamente "una nullità di classe media". Il divorzio arriverà ufficialmente solo nel 1967.
Tornata in Francia insieme al suo segretario Terence Cooper, inizia a gestire la sezione francese della WUNS riuscendo a arruolare nel movimento l'ex membro delle SS Claude Jeanne, il quale fondò la West European Federation (FOE), sezione della WUNS per gestire i contatti, oltre che della Francia, del Belgio, Lussemburgo, Paesi Baschi e Romandia. Sostanzialmente i suoi tentativi di arruolare ex membri di spicco del Nazismo e delle élite francesi saranno estremamente limitati tanto che quando la polizia smantellerà l'organizzazione nel maggio 1964 il gruppo era composto da soli 42 membri, quasi tutti disadattati sociali e criminali comuni.

## Arresto
Ancora attiva all'interno del National Socialist Party inglese, nel giugno del 1964 venne condannata in absentia a scontare quattro mesi di prigione per aver affisso simboli nazisti sui muri dell'ambasciata britannica di Parigi. il 31 luglio del 1965 si rese responsabile di un incendio commesso da alcuni membri del gruppo contro delle sinagoghe di Ilford e Lea Bridge Road. Ritornata in Francia venne arrestata a Nizza nell'ottobre di quell'anno e trasferita a Parigi. Al termine della condanna si reca in Austria, Germania e nella provincia autonoma di Bolzano dove incontra vari esponenti neonazisti. Nell'aprile del 1967 torna nel Regno Unito dove viene nuovamente arrestata e, in seguito, condannata a due anni per il coinvolgimento nell'attentato del 1965 contro le sinagoghe londinesi. Rilasciata nel 1969 per buona condotta, lascia definitivamente l'isola.
Trasferitasi in un maniero ex-presbiterio, nella città di Ducey in Normandia, abbandona l'impegno politico per dedicarsi all'esoterismo e all'occultismo. Tra l'ottobre del 1970 ed il maggio del 1971 ospiterà l'amica Savitri Devi aiutandola inoltre nella stesura di una sua autobiografia prima del suo ritorno a Nuova Delhi.

## Ultimi anni e morte
Fino al luglio del 1980 Françoise Dior visse insieme a Terrence Cooper, nel frattempo divenuto suo amante, nella sua abitazione di Ducey. Dior finì sul lastrico dopo un cattivo investimento conseguentemente all'apertura di un nightclub a Parigi e fu costretta a vendere la sua abitazione nel 1982.
Tornò in politica nel 1983 aderendo al più moderato Rassemblement pour la République fondato nel 1976 da Jacques Chirac e, successivamente, sposa lo scrittore, ex diplomatico e conte Hubert de Mirleau, discendente di una delle più antiche casate francesi, seppur non fosse ormai più benestante, nonché membro di punta del think tank etnonazionalista GRECE. Nel 1985 De Mirleau divenne membro del Front National di Jean-Marie Le Pen.
Fumatrice incallita sin dall'adolescenza, viene colpita da un carcinoma del polmone che le sarà fatale. Muore a Neuilly-sur-Seine il 20 gennaio 1993, all'età di sessant'anni.
Nel libro autobiografico del 2013, Death by Dior, Terry Cooper, compagno di Dior per tredici anni, rivelò che Françoise ebbe una relazione incestuosa lesbica con sua figlia Christiane (l'incesto consensuale è legale in Francia), la quale si suicidò nel 1978. Secondo Cooper la Dior l'avrebbe spinta (e poi assistita) al suicidio per impiccamento a 21 anni.